# Red Light (televisieserie)
Red Light is een Nederlands-Vlaamse psychologische thrillerserie uit 2020 geregisseerd door Wouter Bouvijn en Anke Blondé.

## Totstandkoming
De serie is geschreven door Esther Gerritsen met assistentie van Christophe Dirickx, Frank Ketelaar en Halina Reijn. De serie is geproduceerd door Hollands Licht en Eyeworks Film & TV Drama met Carice van Houten en Halina Reijn als creative producers. De hoofdrolspelers zijn Halina Reijn, Carice van Houten, Maaike Neuville en Geert Van Rampelberg. De serie kwam tot stand met de steun van het VAF/Mediafonds, The Netherlands Film Production Incentive, Belgische Tax Shelter in samenwerking met SCIO Productions
Red Light is een verhaal met volgens de creative producers "enorme urgentie, een verhaal over vrouwen, seksualiteit en macht", rond mensensmokkel, prostitutie en uitbuiting in Antwerpen en Amsterdam. Tussen 4 december 2020 en 5 februari 2021 kwam er wekelijks op vrijdag een aflevering van Red Light beschikbaar op Streamz in Vlaanderen. Daarna werd de serie vanaf 30 augustus 2021 op de Belgische televisie uitgezonden door VTM. Tussen 19 februari en 23 april 2021 werd Red Light in Nederland uitgezonden door BNNVARA op NPO 1.

## Verhaal
Een serie over drie heel verschillende vrouwen uit compleet verschillende milieus wier levens alsnog met elkaar vervlochten raken. Esther, een bekende sopraanzangeres uit een welgesteld milieu, rapporteert bij Evi, een politieagent die een grote zaak met haar gezinsleven tracht te combineren, de vermissing van haar echtgenoot.  Het onderzoek leidt naar Sylvia, een prostituee die in het bordeel van haar vriend (en pooier) werkt en waar de echtgenoot van Esther mogelijk passeerde. Uiteindelijk blijken de drie vrouwen elkaar te ontmoeten op vergelijkbare keerpunten in hun respectievelijke levens. Vrouwen die ontdekken dat ze in de grove, gevaarlijke onderwereld elkaar hard nodig hebben om hun problemen op te lossen.

## Rolverdeling
| Acteur                 | Personage                |
| ---------------------- | ------------------------ |
| Carice van Houten      | Sylvia Steenhuyzen       |
| Maaike Neuville        | Evi Vercruyssen          |
| Halina Reijn           | Esther Vinkel            |
| Geert Van Rampelberg   | Ingmar Leka              |
| Koen De Bouw           | Sam De Man               |
| Robert de Hoog         | Donny                    |
| Joren Seldeslachts     | Gust Rombout             |
| Jonas Vermeulen        | Robin "Rocco" Maes       |
| Jacob Derwig           | Eric Savenije            |
| Nadia Amin             | Yvet Derks               |
| Sofie Decleir          | Luci Vermeulen           |
| Ruth Becquart          | Veerle Vanaken           |
| Jeroen Perceval        | Camu                     |
| Carlos Schram          | De Rooi Deur             |
| Rik Huybrechts         | Flor Rombout             |
| Soufiane Chilah        | Najib                    |
| Majd Mardo             | Jeroen Slagter           |
| Chris Nietvelt         | Betty                    |
| Urmie Plein            | Anna                     |
| Anne-Laure Vandeputte  | Veronique Wagelmans      |
| Sofia Primchits        | Dika                     |
| Patrycja Pulit         | Lovina                   |
| Renée Van Cauwenberghe | Alice Rombout            |
| Valeryia Kazheunikava  | Daria                    |
| Bram Coopmans          | Laurens                  |
| Bilal Wahib            | Elarbi                   |
| Saar De Groof          | Imana                    |
| Herwig Ilegems         | dokter Hagar             |
| Sabri Saad El-Hamus    | dokter Hassan            |
| Sachli Gholamalizad    | psycholoog Van Lindt     |
| Celinde Schoenmaker    | Vanessa                  |
| Peter Gorissen         | wetsdokter De Roost      |
| Nyira Hens             | Abigail                  |
| Roosmarijn van Bohemen | Petra de Graaff          |
| Dominique Dauwe        | agent                    |
| Tom Jansen             | John Vinkel              |
| Jessica Fanhan         | Maman                    |
| Felix Burleson         | Henk                     |
| Jip van den Dool       | Kaspar Spar              |
| Loes Schnepper         | Merie                    |
| Dominique Van Malder   | barman van De Zwarte Kat |
| Katelijne Verbeke      | Janine                   |
| Katelijne Damen        | Christine                |
| Lauren Versnick        | verkoopster              |
| Ikram Aoulad           | gynaecologe              |
| Julie Mahieu           | agente                   |

## Afleveringen
- Aflevering 1 - LUX
- Aflevering 2 - Maman
- Aflevering 3 - E

- Aflevering 4 - Kashmir
- Aflevering 5 - Tropicana
- Aflevering 6 - Liefste moeder
- Aflevering 7 - Pauwenoog
- Aflevering 8 - Ons huis
- Aflevering 9 - Bloedlijn
- Aflevering 10 - Wakker

## Erkenning
Tijdens het Nederlands Film Festival 2020 viel Red Light in de prijzen. De serie kreeg het Gouden Kalf voor Beste televisiedrama en hoofdrolspeelster Halina Reijn kreeg het Gouden Kalf voor Beste Actrice Televisiedrama. Op 14 oktober 2020 tijdens het internationale televisiefestival Canneseries in Cannes, won Red Light de Special Performance Award voor het acteerwerk van de hoofdrolspelers. Daarnaast kregen ze de Prijs van de Studentenjury.